# Elxleben (Ilm-Kreis)

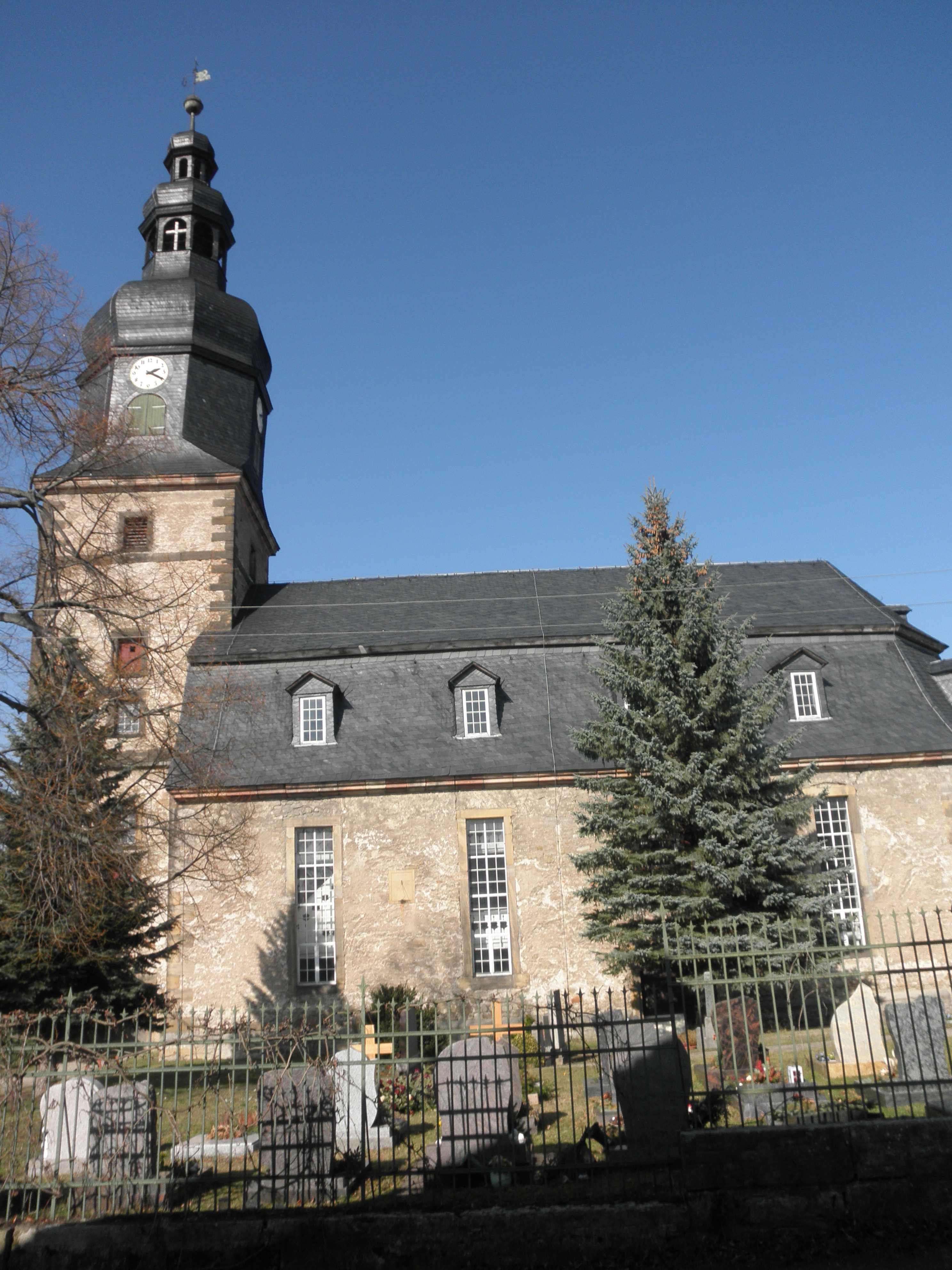
Kirche St. Peter und Paul in Elxleben

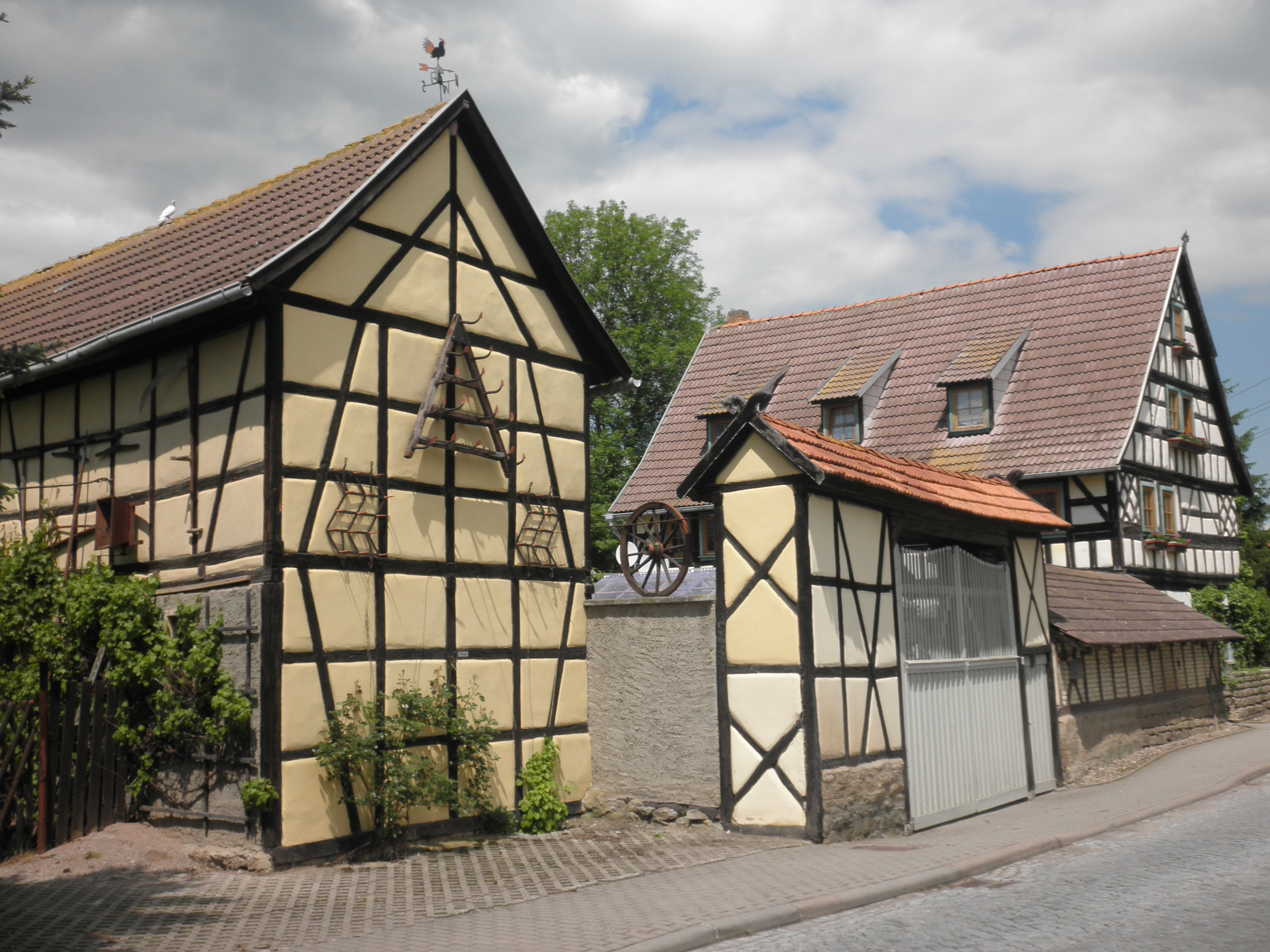
Fachwerk-Hof in Elxleben (2013)

Elxleben (auch Elxleben am Steiger genannt, zur Unterscheidung von Elxleben an der Gera) ist eine Gemeinde im Ilm-Kreis in Thüringen in Deutschland.

## Geografie
Elxleben liegt an der Wipfra circa zehn Kilometer nordöstlich von Arnstadt. Die thüringische Landeshauptstadt Erfurt befindet sich circa zehn Kilometer nördlich der Gemeinde. Elxleben gehört der Verwaltungsgemeinschaft Riechheimer Berg an. Der Verwaltungssitz befindet sich in der Gemeinde Osthausen-Wülfershausen.
Elxleben grenzt an die Gemeinden Amt Wachsenburg, Elleben und Alkersleben.

## Geschichte
Die erste Erwähnung erfolgte im Jahr 775 unter dem Namen Elgeslebo. In der Ortsmitte befand sich damals eine kleine Turmhügelburg. Sie diente zum Schutz der Bewohner und zur Bewachung des Verkehrs. Im Jahr 1533 wurde im damals zur Grafschaft Schwarzburg (Schwarzburg-Rudolstädter Oberherrschaft) gehörenden Elxleben die Reformation eingeführt. Zu dieser Zeit führten zwei Handelswege durch das Dorf; einer von Erfurt im Norden nach Stadtilm im Süden und einer von Arnstadt im Westen nach Weimar im Osten. Nach 1600 ging der Waidanbau in Elxleben deutlich zurück, da dieses Färbemittel durch die Erschließung Amerikas und die damit verbundene Verbreitung neuer Handelsgüter wie Indigo, nicht mehr benötigt wurde. Der Dreißigjährige Krieg führte in Elxleben, wie in der gesamten Region, zu schweren Verlusten, die vor allem durch plündernde kroatische Soldaten hervorgerufen wurden.
Der Bau der heutigen, barocken Kirche begann im Jahr 1722 und dauerte bis 1725 an. Der 44 Meter hohe Kirchturm wurde dabei als letztes errichtet.
1777 kam es in Elxleben zu einem großen Hochwasser der Wipfra, das große Schäden im Ort anrichtete.
Die Straße von Erfurt nach Stadtilm durchs Dorf wurde 1863 zur befestigten Poststraße ausgebaut, seit 1868 gab es in Elxleben auch eine Poststelle.
Das 125 Hektar große Rittergut bewirtschaftete 1923 der Pächter Waldemar Schlüter.
Entwicklung der Einwohnerzahl im Lauf der Geschichte
| - 1665 – 597, Größe der Ortsflur: 8,37 km2 - 1821 – 532 - 1875 – 571 - 1939 – 534 - 1989 – 599 - 2005 – 608 - 2010 – 584 - 2015 – 560 - 2019 – 568 |

 Datenquelle: ab 1994 Thüringer Landesamt für Statistik – Werte vom 31. Dezember

## Sehenswürdigkeiten
- Kirche St. Peter und Paul
- Kriegerdenkmal in Ortsmitte für die Gefallenen und Vermissten beider Weltkriege
- Zahlreiche stattliche Bauernhöfe mit Fachwerkgebäuden und Toren, die  nach der Wende zum großen Teil erneuert worden sind.

## Politik

### Gemeinderat
Der Rat der Gemeinde Elxleben besteht aus 8 Ratsfrauen und Ratsherren. Nach der Kommunalwahl am 26. Mai 2019 ergibt sich die folgende Zusammensetzung:
- CDU: 3 Sitze
- Freie und Unabhängige Interessengemeinschaft Elxleben: 3 Sitze
- Feuerwehrverein Elxleben e. V.: 2 Sitze

Die ebenfalls angetretenen Parteien Die Linke und SPD erhielten zu wenig Stimmen für einen Sitz im Gemeinderat.

### Bürgermeister
Der ehrenamtliche Bürgermeister ist seit dem 1. Juli 2022 Swen Glietsch (CDU). Zuvor war seit 1994 Klaus Böhm (CDU) im Amt.

## Regelmäßige Veranstaltungen
Jedes Jahr findet am letzten September-Wochenende eine alljährliche Kirmes statt. Weitere regelmäßige Veranstaltungen sind das Oktoberfest Anfang Oktober, ein Open Air auf einem Agrargelände Ende Mai, das Bikertreffen mit Bikern aus ganz Deutschland Anfang September, sowie der Fackelumzug zur Walpurgisnacht mit anschließendem Feuer.

## Wirtschaft und Infrastruktur

### Verkehr
Durch Elxleben verläuft die Landesstraße 1049 Erfurt–Stadtilm. Die nächsten Autobahnanschlussstellen sind Arnstadt-Süd an der Bundesautobahn 71, etwa 8 km südwestlich von Elxleben, und Erfurt-West an der Bundesautobahn 4, etwa 10 km nordwestlich.
Wochentags wird Elxleben von den Buslinien 357 und 362 der RBA Regionalbus Arnstadt GmbH erschlossen. Sie bieten Verbindungen nach Erfurt, Arnstadt und Stadtilm. Der nächstgelegene Bahnhaltepunkt ist Marlishausen an der Bahnstrecke Arnstadt–Saalfeld, 7 km südwestlich von Elxleben.

### Wasser und Abwasser
Die Aufgaben der Wasserversorgung und Abwasserbeseitigung wurden auf den Wasser-/Abwasserzweckverband Arnstadt und Umgebung übertragen.

## Persönlichkeiten
- Karl-Heinz Hüter (1929–2023), Architektur- und Designhistoriker
- Fred Schmidt (1935–2010), volkstümlicher Sänger und Moderator, lebte seit 1997 in Elxleben
- Heinz Hoyer (* 1949), Medailleur und Bildhauer
- Sabine Berninger (* 1971), Politikerin (Die Linke), wuchs in Elxleben auf